# Bärenkopf (Allgäuer Alpen)
Der Bärenkopf ist ein 2083 m ü. A. hoher Berg in den Allgäuer Alpen. 

## Lage und Umgebung
Er erhebt sich im Kleinwalsertal bei den Ortschaften Mittelberg und Baad. Im Westen wird er durch das Bärgunttal und im Osten durch das Gemsteltal eingerahmt. Der Kamm des Bärenkopfs verläuft weiter nach Südwesten über den Kleinen Widderstein und das Karlstor zum Großen Widderstein.

## Besteigung
Der Bärenkopf kann von Baad aus in ungefähr 2½ Stunden bestiegen werden. Der Weg führt zunächst auf einer Forststraße über die Breitachbrücke ins Bärgunttal zur Inneren Widdersteinalpe. Von hier wird der Südgrat und später der Gipfel auf Pfadspuren in teilweise steilem Gelände erreicht.